# 董春鹏
董春鹏（1942年8月10日—），河北省秦皇岛市人，水中兵器专家，中国工程院机械与运载工程学部院士，中国船舶重工集团公司705研究所总设计师，曾荣获国家科技进步一等奖。

## 生平
1966年毕业于中国科学技术大学无线电系。2006年度国家科技进步一等奖。2007年获国家高技术武器装备建设工程重大贡献奖和金质奖章。2009年当选为中国工程院院士。